# NGC 337
NGC 337 là một thiên hà xoắn ốc có rào chắn trong chòm sao Kình Ngư. Nó được phát hiện vào ngày 10 tháng 9 năm 1785 bởi William Herschel. Nó được Dreyer mô tả là "khá mờ nhạt, lớn, mở rộng, dần dần sáng hơn một chút, ngôi sao cường độ thứ 10 21 giây về phía đông." 